# Valentin Cernikov
Valentin Cernikov (n. 1 aprilie 1937, Erevan, Republica Sovietică Socialistă Armeană, URSS – d. 5 ianuarie 2002, Nijni Novgorod, Regiunea Nijni Novgorod, Rusia) a fost un scrimer ce a reprezentat Uniunea Republicilor Sovietice Socialiste, medaliat olimpic. A participat la 2 ediții ale Jocurilor Olimpice (1956, 1960) în care a câștigat o medalie de bronz.